# تل الكدوة
تل الكدوة هو موقع أثري في شمال سيناء. يقع تل الكدوة على مسافة 23 كم من شرق قناة السويس وعلى بعد 1.5 كم شمال تل الحير وإلى الشمال الشرقي من تل الغابة بمسافة 5 كم. واسم الكدوة يعنى المكان المرتفع قليلا وهو اسم اطلقه بدو المنطقة على ذلك المكان وان كان هناك العديد من الاماكن في شمال سيناء تعرف باسم الكدوة.

## البعثات التي عملت في الموقع

### جامعة بن غوريون 1968-1973
الموقع تم اكتشافه بمعرفة بعثة جامعة بن غوريون أثناء احتلال سيناء بعد عام 1967 وسمى باسم T.21 طبقا لمسميات المواقع وطبقا لخريطة المسح الآثرى بشمال سيناء. وكذلك تم تحديد الموقع طبقا لصور الاقمار الصناعية والتصوير الجوى لتحديد المجاري المائية ومسار الفرع البيلوزي للنيل الذي كان يمر حتى منطقة الفرما.
وإلى جانب قيام بعثة جامعة بن غوريون بالتنقيب للمرة الأولى بالموقع خلال ثلاث مواسم 1974-1976 وبمناسبة مشروع ترعة السلام بشمال سيناء في المرحلة الأولى بمنطقة سهل الطينة حيث تم تغيير مسار المصارف والترعة الفرعية للحفاظ على الموقع. قامت البعثة المصرية التابعة للمجلس الأعلى للآثار بالاشتراك مع البعثة الكندية بالعمل في الموقع ما بين 1995-1996 لمدة موسمين وفي ظروف خطيرة جدا حتى يقيد ذلك الموقع وكان الخطر هو وجود حقل ألغام إسرائيلية تسبب معه تدمير كبير للموقع. وموقع الكدوة وعلى خريطة الاكتشافات هو من التلال الرئيسية في منطقة شمال سيناء مساحته حوالى 125 فدان وحاليا بارتفاع حوالى متر فوق سطح البحر، مغطى بطبقة أملاح غير سميكة على رمال كومتها الرياح وبقايا محار بحري وزجاج بحري خفيف جدا وقطران نتيجة ارتفاع البحر وطغيانه على هاذ المسطح الممتد. والسطح ينتشر عليه بقايا الطوب، واحجار ومطاحن وكميات كبيرة من أواني الفخار المكسورة وكميات كبيرة من العملات المحاسية وخبث متخلف من عمليات صهر المعادن. احترقت هذه المباني المرتبطة بالهكسوس بشدة.
مركز التل عبارة عن مبنى محصن كبير غير عادي يمثل قلعة من عصر الأسرة السادسة والعشرين إلى بنيت لتكون أحد المحطات الرئيسية على الطريق التجاري والحربي القديم. والحصن المكتشف مبني من الطوب اللبن بمساحة 200X 200 م ذو أسوار ضخمة بسمك 15م إلى 20 م في بعض الجوانب وفي جسم الأسوار فراغات مملؤة بالرمال لضخامة المبانى الخاصة بالحصن وكذلك الابراج المستطيلة التي تحيط بالاسوار. والنموذج المعماري لحصن الكدوة – يهعنبر هو النموذج الوحيد من ذلك العصر الذي تم الكشف عنه في شمال سيناء بهذه الضخامة ويعطي فكرة جيدة عن التحصينات في منطقة المدخل الشرقي وخاصة في الجزء المعروف بالمثل الهام والذي تمثل قاعدة القنطرة شرق – الفرما – بورفؤاد – شرق بورسعيد حيث تعرف هذه المنطقة حاليا بسهل الطينة وهي ما يمكن ان يعرف بالبوابة بالنسبة للمدخل الشرقي حيث يمكن ان نوضح ان كل عصر من العصور القديمة كانت هناك قلعة رئيسية في تلك المنطقة وعلى سبيل المثال قلعة ثارو المصرية القديمة في تل حبوة – قلعة سيلا الرومانية، الكدوة من عصر الأسرة السادسة والعشرين – قلاع تل الحير إلى جانب قلعة الفرما الرومانية. وهذا ما يوضح اهمية تأمين بوابة المدخل عبر كل العصور في هذه المنطقة لحماية مدخل الدلتا الشرقي.

### البعثات المصرية
استأنفت البعثة المصرية أعمالها خلال عام 2007 وموسم 2008، ثم مواسم متتالية حتى 2017.
خلال أعمال الحفائر اكنشفت بقايا أسس قلعتين من الطوب اللبن مساحة كل منهما 200 م * 200 م تقريبًا، وترجع أقدمهما إلى بداية الأسرة السادسة والعشرين، أما القلعة الثانية فتؤرخ بمنتصف الأسرة، وقد تعرضتا للتدمير خلال الحروب التي خاضتها مصر مع الفرس وغيرهم.
القاهرة 13 مايو 2019 / أعلنت وزارة الآثار المصرية، عن اكتشاف بقايا أبراج قلعة عسكرية من عصر الملك بسماتيك الأول بشمال سيناء، شمال شرق القاهرة.
وقال الأمين العام للمجلس الأعلي للآثار في مصر مصطفى وزيري، في بيان، إن البعثة الأثرية المصرية العاملة في تل الكدوة بمنطقة آثار شمال سيناء اكتشفت بقايا الأبراج الشمالية الشرقية والجنوبية الشرقية لقلعة عسكرية من الطوب اللبن ترجع إلى الأسرة السادسة والعشرين.
وأضاف وزيري، أن أعمال الحفائر هي جزء من مشروع تنمية سيناء والذي يشمل قيام عدد من البعثات الأثرية المصرية بأعمال الحفائر والاكتشافات الأثرية بمنطقة آثار شمال سيناء.
من جانبه، أوضح رئيس قطاع الآثار المصرية أيمن عشماوي، أن البعثة استطاعت خلال هذا الموسم اكتشاف بقايا قلعة أثرية تضم برج الركن الشمالي الشرقي وبقايا برج الركن الجنوبي الشرقي، بالإضافة إلى إمتداد السور الجنوبي للقلعة جهة الشرق لمسافة 85 مترا حتى الآن، مشيرا إلى أنه يجري استكمال أعمال الحفر لاكتشاف بقايا المنشآت المعمارية داخل القلعة.
وأكد عشماوي أن هذه هي «القلعة الأقدم تاريخيا» والتي كشفت البعثة عن جدارها الشرقي عام 2008، وقد بنيت على أنقاض هذه القلعة قلعة أخرى أحدث تم الكشف عنها سابقاً بالموقع.
ولفت مدير عام آثار شمال سيناء هشام حسين، إلى أن أعمال الحفائر في الجزء الشمالي الشرقي من بقايا سور القلعة المكتشفة، أسفرت عن اكتشاف مدخل القلعة والذي يمثل بوابة جانبية تقع في الجزء الشمالي الشرقي من جسم السور، حيث كان يتم الخروج من البوابة إلى طريق منحدر.
وعلى يمين المدخل، تم اكتشاف بقايا أساسات غرفة يعتقد أنها غرفة حراسة للجنود المصريين لحماية البوابة وتنظيم عملية الدخول والخروج من وإلى القلعة المصرية.
وأضاف حسين أن أعمال الحفائر كشفت أيضا عن بقايا منازل شيدت في الجانب الغربي داخل القلعة حيث عثر بداخل إحدى هذه الغرف على جزء من تميمة من «الفاينس» تحمل اسم الملك بسماتيك الأول.
وأشار إلى أن القلعة المكتشفة كانت قد تعرضت لهجوم شديد دمرت على أثره وهدمت جدرانها، موضحا أن القلعة العسكرية في تل الكدوة تمثل بوابة مصر الشرقية والحصن الوحيد المتحكم في عملية الدخول والخروج من وإلى مصر خلال عصر الأسرة السادسة والعشرين والنقطة الحصينة المدافعة عن البوابة الشرقية لمصر.
وذكر أن النتائج الأولية لدراسة الفخار واللقي الأثرية المكتشفة وتتابع الطبقات الأثرية توضح أن تاريخ القلعة الأقدم يرجع للنصف الأول من عصر الأسرة السادسة والعشرين وتحديدا عصر الملك بسماتيك الأول.
وامتد حكم الأسرة السادسة والعشرين خلال الفترة من 672 قبل الميلاد إلى عام 525 ق.م، فيما تولى بسماتيك الأول حكم مصر خلال الفترة من عام 664 ق.م إلى عام 610 ق.م.
وتشكل الأسرة السادسة والعشرين وحتى الأسرة الحادية والثلاثين التي تناوبت على حكم مصر، العصر المتأخر في مصر القديمة.
نجحت البعثة الأثرية المصرية العاملة بمنطقة تل الكدوة شمال سيناء، برئاسة رمضان حلمي مدير منطقة آثار شمال سيناء ورئيس البعثة، في الكشف عن مجموعة آبار مياه طريق حورس المفقودة، والتي ترجع إلى العصور المصرية القديمة، وذلك ضمن مشروع تنمية سيناء 2021-2022.
وأكد الدكتور مصطفى وزيري الأمين العام للمجلس الأعلى للآثار، أن هذه هي المرة الأولى التي يتم فيها الكشف عن آبار للمياه بالمنطقة من العصور المصرية القديمة، حيث أن الأدلة العلمية تشير إلى وجودها حيث تم نقشها في عصر الملك سيتي الأول على جدران معبد الكرنك، مشيرا إلى أن عدد الآبار المكتشفة يبلغ عددها خمسة آبار، تقع خارج أسوار قلعة تل الكدوة، في منطقة تتميز برمالها الصفراء. كما تشير الشواهد إلى أنه تم تدميرها وردمها عن عمد، إلا بئر واحد فقط، حتى لا يستخدمها الغزاة خلال فترة الغزو الفارسي.
وأوضح الدكتور أيمن عشماوي رئيس قطاع الآثار المصرية بالمجلس الأعلى للآثار، أن البئر الوحيد الناج تم بناءه بطريقة غير تقليدية، حيث تم حفره في الرمال الصفراء، ووضع حلقات من الفخار فوق بعضها البعض بداخله. يبلغ قطر الواحده منها متر تقريبا، وبها ثلاث فتحات جانبية تساعد على النزول والصعود من البئر. وقد قامت البعثة بالحفر والنزول به مسافة تزيد قليلا عن ثلاثة أمتار، أسفرت عن العثور على 13 حلقة فخارية، والعديد من الأواني الفخارية ترجع إلى عصر الأسرة السادسة والعشرين، العصر الصاوي.
أما عن نتائج أعمال حفائر البعثة داخل الحصن، قالت الدكتورة نادية خضر رئيس الإدارة المركزية لآثار الوجه البحري، أنها أسفرت الكشف عن أحد المخازن الذي يبلغ طوله حوالي 12م وعرض 4 أمتار، وفي منتصفه يوجد عدد من الأواني الفخارية تم وضعها فوق بعضها البعض والتي كانت تستخدم كمصارف للمياه وهذه الطريق معروفة ومتداولة خلال العصر الصاوي.
كما عثرت البعثة على بقايا أفران، من منتصف العصر الصاوي، يرجح أنها ورشة لصهر خام النحاس؛ حيث تم العثور على أجزاء من سبائك النحاس على أشكال دائرية، بالإضافة إلى أجزاء من منفاخ من الفخار كان يستخدم في عمليات الصهر.
ومن جانبه أكد الدكتور هشام حسين مدير عام آثار سيناء، أن تل الكدوة هو أحد أهم مواقع العمارة العسكرية المصرية خلال عصر الأسرة السادسة والعشرون (العصر الصاوي) بشمال سيناء، حيث كشفت البعثة المصرية عن بقايا قلعتين بالمكان تؤرخ أحداهما بعصر الملك بسماتيك الأول.
ومن المعروف أن طريق حورس الحربي من أقدم الطرق في سيناء ويربط بين مصر وفلسطين بطول 220 كم، وعرف في النصوص المصرية القديمة منذ عصر المملكة المصرية القديمة باسم «طريق حورس»، ويعتبر نقش الملك سيتي الأول بمعبد الكرنك هو المصدر الرئيسي الذي يشير إلى وجود سلسلة من القلاع العسكرية وآبار المياه بطول الطريق، حيث صور نقش الملك سيتي الأول أمام كل قلعة من قلاع طريق حورس بئر مياه، وأطلق المصريون القدماء خلال عصر الإمبراطورية المصرية تسميات محددة على كل قلعة وبئر مياه من آبار طريق حورس الحربي القديم.